# Mason (Texas)
Mason è un centro abitato degli Stati Uniti d'America situato nella contea di Mason (di cui è capoluogo) dello Stato del Texas.
La popolazione era di 2.114 persone al censimento del 2010.

## Geografia fisica
Mason è situata a 30°44′52″N 99°13′55″W (30.747796, −99.231880).
Secondo lo United States Census Bureau, ha un'area totale di 3,7 miglia quadrate (9.5 km²).
La città è una comunità agricola sul Comanche Creek a sud ovest della Mason Mountain, sull'Altopiano Edwards e in parte sul Llano Uplift.

## Società

### Evoluzione demografica
Secondo il censimento del 2000, c'erano 2.134 persone, 914 nuclei familiari e 585 famiglie residenti nella città. La densità di popolazione era di 579,7 persone per miglio quadrato (223,9/km²). C'erano 1.103 unità abitative a una densità media di 299,6 per miglio quadrato (115,7/km²). La composizione etnica della città era formata dal 58,1% di bianchi, lo 0,19% di afroamericani, lo 0,61% di nativi americani, lo 0,05% di asiatici, l'8,25% di altre razze, e il 2,76% di due o più etnie. Ispanici o latinos di qualunque razza erano il 30,04% della popolazione.
C'erano 914 nuclei familiari di cui il 28,0% aveva figli di età inferiore ai 18 anni, il 50,3% aveva coppie sposate conviventi, il 10,5% aveva un capofamiglia femmina senza marito, e il 35,9% erano non-famiglie. Il 34,0% di tutti i nuclei familiari erano individuali e il 22,8% aveva componenti con un'età di 65 anni o più che vivevano da soli. Il numero di componenti medio di un nucleo familiare era di 2,30 e quello di una famiglia era di 2,94.
La popolazione era composta dal 24,3% di persone sotto i 18 anni, il 5,2% di persone dai 18 ai 24 anni, il 21,8% di persone dai 25 ai 44 anni, il 25,3% di persone dai 45 ai 64 anni, e il 23,5% di persone di 65 anni o più. L'età media era di 44 anni. Per ogni 100 femmine c'erano 85,2 maschi. Per ogni 100 femmine dai 18 anni in giù, c'erano 79,4 maschi.
Il reddito medio di un nucleo familiare era di 26.344 dollari e quello di una famiglia era di 39.310 dollari. I maschi avevano un reddito medio di 26.736 dollari contro i 14.461 dollari delle femmine. Il reddito pro capite era di 16.525 dollari. Circa il 15,9% delle famiglie e il 18,2% della popolazione erano sotto la soglia di povertà, incluso il 26,9% di persone sotto i 18 anni e il 19,7% di persone di 65 anni o più.